# Tutti gli uomini del deficiente
Tutti gli uomini del deficiente è un film del 1999, diretto da Paolo Costella.
Pellicola prodotta in Italia che segnò l'esordio cinematografico della Gialappa's Band: l'intento umoristico della pellicola è palese fin dalla lettura del titolo, che rappresenta una parodia del film Tutti gli uomini del presidente.
Molti i comici lanciati dalla Gialappa's che presero parte al film: oltre ai vari partecipanti alla gara appaiono come guest-star anche Gioele Dix, Walter Fontana, Bebo Storti e Luciana Littizzetto; tra le altre guest-star appaiono in brevi camei anche Ellen Hidding ed Alessia Marcuzzi (all'epoca conduttrici di Mai dire Gol, assieme alla Gialappa's) e Barbara D'Urso (in quel periodo maggiormente attiva come attrice) nei panni del suo più celebre personaggio di finzione, la Dottoressa Giò. Presenti anche quattro giornalisti (Lamberto Sposini, Cristina Parodi, Benedetta Corbi ed Enrico Mentana).
Nella parte di loro stessi i membri della Gialappa's, con le sole voci fuori campo.

## Trama
Leone Stella è un ingegnere originario di Genova che è diventato il ricchissimo e intraprendente proprietario della Totem Arts, una multinazionale produttrice di videogiochi di grande successo, con sede nel castello di Monasterolo, in provincia di Bergamo. Ormai anziano, decide di lasciare le redini dell'azienda a qualcuno che si chiami come lui (o Stella Leone, nel caso siano delle donne) seguendo il consiglio di uno sciamano secondo cui il destino di una persona si cela nel nome (nomen omen in latino), ed anche per il significato delle parole Leone Stella: "Colui che fa giocare gli altri".
Essendo i suoi omonimi sparsi per l'Italia molto numerosi, egli decide di far svolgere ai candidati varie prove, ispirate alla sua vita e al videogioco a lui dedicato, Doctor Leo Star. Ogni singola prova, che i concorrenti affronteranno nel mondo reale, dovrà essere superata prima del Presidente, che invece la svolgerà sul videogioco; inoltre tutti dovranno viaggiare vestiti come Doctor Leo Star, ossia da hippy, con telecamerine e radioline addosso, seguiti via internet, senza denaro e facendosi aiutare solo da sconosciuti.
Il commento fuori campo della Gialappa's accompagna ogni prova, riproponendo il formato dei programmi TV che l'hanno resa famosa, inoltre affibbiano soprannomi ad ogni partecipante per distinguerlo dagli altri omonimi: Léon è un killer professionista osteggiato dalla madre; Stella è una maestra elementare perseguitata dall'ex marito; Little Star è un'ex spogliarellista ammiratrice del lavoro di Leone Stella; L.S. DJ è un disc jockey egocentrico e fastidioso; don Leone è un prete di campagna; "cavia umana" è così ribattezzato per via del suo lavoro ("autosperimentatore biologico"); il maratoneta verrà soprannominato così per il modo in cui tenterà di completare la prima prova di corsa; mister Sacro Wok è un uomo straordinariamente fortunato (grazie ad  un cimelio in meteorite) inviato da un'azienda di videogiochi legata a tre Yakuza intenzionati ad acquisire la Totem Arts.
La prima prova obbliga i candidati a recarsi a La California (una frazione di Bibbona in provincia di Livorno) facendosi aiutare solo da sconosciuti, parodia del viaggio di Leone Stella in California appena laureato. La seconda prova consiste nel trasportare marijuana in Svizzera senza farsi scoprire alla dogana, parodia del commercio di marijuana in America durante la gioventù del Presidente; tuttavia questa prova è solo una burla, in realtà i candidati trasportano dell'innocua cicoria.
La terza prova richiede di passare una notte in prigione, sempre come fece il Presidente in gioventù. La quarta prova sfida i concorrenti a baciare la prima persona che si incontra appena fuori dalla prigione, sempre come accadde al Presidente da giovane. La quinta prova consiste nel trovare il camion in cui è nascosto il Presidente (parodia del "ritrovare se stessi").
Le sfide sono costellate di interferenze da parte dell'ex marito di Stella, la Yakuza che cerca di aiutare mister Sacro Wok, l'uccisione di L. S. DJ, scherzi da parte del Presidente stesso... La sesta e ultima prova vede l'unica concorrente rimasta, Stella, impegnata a disinnescare una bomba, anche in questo caso finta: Stella vince quindi l'azienda e ritrova l'amore di Leon. All'ultimo, però, arriva Martino, ex marito di Stella, che ha piazzato una vera bomba nel complesso, ma nell'edificio è presente solo il trio della Gialappa's, che inaspettatamente sopravvive.

### Cronologia delle eliminazioni
- Durante l'annuncio del concorso viene eliminato il Leone Stella pignorato, che non riesce a sentire l'annuncio a causa dei pignoratori, anche se alla fine dell'atto di espropriazione dei beni si butta dalla finestra per la disperazione e atterra sulla finestra del vicino dove sente l'annuncio, però suo malgrado continua a cadere fino a schiantarsi sulla strada;
- Durante la spiegazione delle gare un concorrente non crede al potere del Sacro Wok, mette un piede in fallo e si sfracella al suolo;
- Prima prova, raggiungere La California: eliminati tutti i personaggi secondari e il maratoneta, colpito da una pallonata;
- Seconda prova, oltrepassare la dogana svizzera: eliminati la cavia umana, finito in un ristorante nazista, e L.S. DJ, ucciso da Leon;
- Terza prova, passare una notte in prigione: eliminata Little Star, che si fa male al menisco durante uno spogliarello davanti alle guardie;
- Quarta prova, baciare la prima persona che si incontra: eliminato Leon, che si ritira perché tampinato dalla vecchietta che aveva tentato di borseggiare la sera precedente;
- Quinta prova, trovare il Presidente: eliminato Don Leone, che viene drogato dal gruppo anticlericale formato dalle Guardie Svizzere, e Mister Sacro Wok, colpito da un meteorite caduto sulla terra poco dopo la rottura del suo cimelio in meteorite portafortuna;
- Sesta prova, disinnescare la bomba: vinta da Stella Leone.

## Produzione

### Riprese
Il film è stato girato in numerose parti d'Italia: Castello di Monasterolo, piazza Funicolare Alta a Bergamo, La California, frazione di Bibbona, Lavena Ponte Tresa, Livorno, Carimate, Como, Villamaggiore, frazione di Lacchiarella.

## Distribuzione
Il film è stato distribuito nelle sale cinematografiche italiane dalla Medusa Film il 17 dicembre 1999.

## Accoglienza
La pellicola incassò 3749986000 L..
Nonostante i buoni incassi ottenuti, la Gialappa's Band non partecipò più ad altri progetti cinematografici, eccetto un breve cameo nel film InvaXön - Alieni in Liguria diretto da Massimo Morini dei Buio Pesto.